# Vlag van La Roche-en-Ardenne
De vlag van La Roche-en-Ardenne is op onbekende datum bij raadsbesluit vastgesteld als de vlag van de gemeente La Roche-en-Ardenne in de Belgische provincie Luxemburg. De vlag kan als volgt worden beschreven:
Verticaale banen van wit-rood-wit (2:3:2) met een witte leeuw belast met een driepuntig blauw label in de rode baan.
De vlag komt overeen met het vlagontwerp van de Raad van Heraldiek en Vexillologie (Frans: Conseil d’héraldique et de vexillologie). De vlag is gebaseerd op het gemeentewapen.